# Salvelinus killinensis
Salvelinus killinensis és una espècie de peix de la família dels salmònids i de l'ordre dels salmoniformes.

## Alimentació
Menja larves d'insectes, bivalves i crustacis.

## Hàbitat
Viu en zones d'aigües temperades (58°N-57°N, 5°W-4°W).

## Distribució geogràfica
Es troba al Loch Killin i a altres llacs d'Escòcia.